# إميليو بالاسيوس
إميليو بالاسيوس (بالإنجليزية: Emilio Palacios)‏ (مواليد 8 أكتوبر 1982) لاعب كرة قدم نيكاراغوي دولي يجيد اللعب في خط الهجوم . يلعب حاليا لصالح نادي ديريانغين السلفادوري من سنة 2002 .

## روابط خارجية
- إميليو بالاسيوس على موقع الاتحاد الدولي (مؤرشف)  (الإنجليزية)
- إميليو بالاسيوس على موقع قاعدة بيانات كرة القدم.إي يو (الإنجليزية)
- إميليو بالاسيوس على موقع ناشيونال فوتبول تيمز (الإنجليزية)